# GSK
GSK plc (do 2022 GlaxoSmithKline plc) – brytyjski koncern farmaceutyczny powstały w grudniu 2000 w wyniku połączenia przedsiębiorstw Glaxo Wellcome i SmithKline Beecham.
Spółka publiczna notowana na giełdach londyńskiej i nowojorskiej (NYSE). Jej główna siedziba znajduje się w Londynie.
W 2022 roku spółka zmieniła nazwę na GSK plc.

## GSK w Polsce
GSK jest wiodącym przedsiębiorstwem w polskim przemyśle farmaceutycznym. Dostarcza ponad 300 leków, szczepionek i produktów ochrony zdrowia. Dostarcza terapie stosowane w leczeniu chorób układu oddechowego oraz zakażeń wirusem HIV. GSK jest także wytwórcą szczepionek – w 2017 dostarczył 3,6 mln dawek. W swoim portfelu w Polsce koncern ma także produkty ochrony zdrowia, stosowane w higienie jamy ustnej, przeciwbólowe oraz do pielęgnacji skóry. Wartość eksportu w 2012 wyniosła 3 mld zł, a odbiorcy znajdowali się w ok. 100 krajów.
GSK jest największym inwestorem w branży farmaceutycznej w Polsce. Od 1998 zainwestowała łącznie ok. 2 mld zł. Pierwszym zakupem były Poznańskie Zakłady Farmaceutyczne Polfa SA. Niektóre inwestycje to: 
1. Związane z produkcją leków: 
- Zakup Polfy Poznań
- Modernizacja wydziału suchych form
- Budowa i modernizacja wydziału kapsułek
- Budowa magazynu wysokiego składowania
- Modernizacja laboratorium kontroli jakości

2. Stworzenie 5 centrów kompetencji 
3. Badania kliniczne – GSK w 2018 w Polsce prowadziła 50 badań klinicznych w 8 obszarach terapeutycznych o wartości ponad 12 mln PLN.
GSK zatrudnia w Polsce łącznie ponad 2000 osób, z czego około 1500 w Poznaniu (stan na 2017). W 2013 znalazło się w czołówce najlepszych pracodawców w Polsce zajmując wysokie miejsce w rankingu Universum Top 100 Ideal Employer 2013 Student Survey w kategorii medycyna i farmacja. 
Przedsiębiorstwo realizuje i wspiera również akcje i programy edukacyjne związane z profilaktyką zdrowotną. Do najbardziej znanych należą „Mam Haka na Raka”, „Żółty tydzień”, „Przytulenie ma znaczenie” i „Obejmij mnie szczepieniem”. Za działania w obszarze odpowiedzialności biznesu zajęło pierwsze miejsce w Rankingu Odpowiedzialnych Firm 2013.

## Kontrowersje
2 lipca 2012 GlaxoSmithKline przyznało się do oszustw przy promocji leków recepturowych na rynku amerykańskim, przepisywania leków na schorzenia niezwiązane z ich oryginalnym przeznaczeniem oraz korupcji w środowisku lekarskim. Sprawa dotyczyła m.in. leków Avandia, Paxil i Wellbutrin. Jednocześnie przedsiębiorstwo zgodziło się zapłacić karę finansową w wysokości 3 mld dolarów (będącą najwyższą do tej pory karą w przemyśle farmaceutycznym; stan na lipiec 2012).
7 lipca 2012 Centralne Biuro Antykorupcyjne rozpoczęło śledztwo w podobnej sprawie na terenie Polski. Pracownicy przedsiębiorstwa mieli być nakłaniani do korumpowania lekarzy celem nakłonienia ich do przepisywania specyfików produkowanych przez przedsiębiorstwo.

## Nowe standardy / transparentność
W celu zmniejszenia zagrożeń związanych z przekupstwem i korupcją przedsiębiorstwo GSK wprowadziła w 2011 kompleksowy program ABAC, który wyznacza kompleksowe i praktyczne podejście w relacjach i we współpracy z partnerami biznesowymi przedsiębiorstwa GSK. Przedsiębiorstwo GSK zobowiązało się do ujawniania na całym świecie płatności, których dokonuje na rzecz pracowników służby zdrowia, co ma już miejsce w wielu krajach, m.in. w USA, Australii, Wielkiej Brytanii, Japonii i Francji zgodnie z lokalnymi standardami ustanowionymi przez rządy lub organizacje branżowe. Na początku 2014 GSK wprowadziła internetowy system, umożliwiający naukowcom dostęp do anonimowych danych z poziomu pacjenta pochodzących z jej badań klinicznych. Przedsiębiorstwo GSK przystąpiło również do kampanii AllTrials dotyczącej zapewnienia przejrzystości badań klinicznych. GSK zapowiedziała, że zaprzestanie bezpośrednich płatności na rzecz ekspertów medycznych związanych z angażowaniem ich na potrzeby GSK, a także indywidualnego sponsoringu udziału w konferencjach medycznych od 2016. Dodatkowo, od 2014 GSK odchodzi od indywidualnych celów sprzedażowych dla wszystkich pracowników, którzy pracują bezpośrednio z lekarzami przepisującymi produkty farmaceutyczne.